# リュシアン・メティヴェ
リュシアン・メティヴェ（Lucien Marie François Métivet、1863年1月19日 - 1932年7月16日）はベル・エポックの時代フランスの画家、イラストレーターである。

## 略歴
パリで生まれた。1882年に パリ国立高等美術学校（École nationale supérieure des beaux-arts）で学んでいたとされ、翌年、一年間の兵役に就いた。20代のうちから商業美術の世界へ入り、1890年に出版されたエミール・ゾラの小説の挿絵を描いた。流行歌手、ユージェニー・ビュッフェを描いた1893年のポスターが有名になった。1894年にパリの娯楽雑誌「ル・リール」の表紙絵として当時、流行していた自転車に乗る人々を描いたのを最初に、何度も「ル・リール」の表紙絵を描いた。
1896年にロートレックも参加したアメリカの出版社、Century Co.が主催した、ポスター・コンテストで優勝した。その後も多くの小説などの書籍の挿絵を描いた。「ル・リール」の出版社が創刊した新しい雑誌、「Fantasio」にも挿絵を描いた。
国民美術協会などの展覧会に出展した。「ル・リール」の創刊者、フェリックス・ジュヴァン(Felix Juven)が作った風刺画家の協会、"Les Humoristes" が、1905年に開催した協会展、サロン・ド・ウモリステ（Salon des humoristes）の副会長を務めた。
1923年にレジオンドヌール勲章（シュヴァリエ）を受勲した。

## 作品

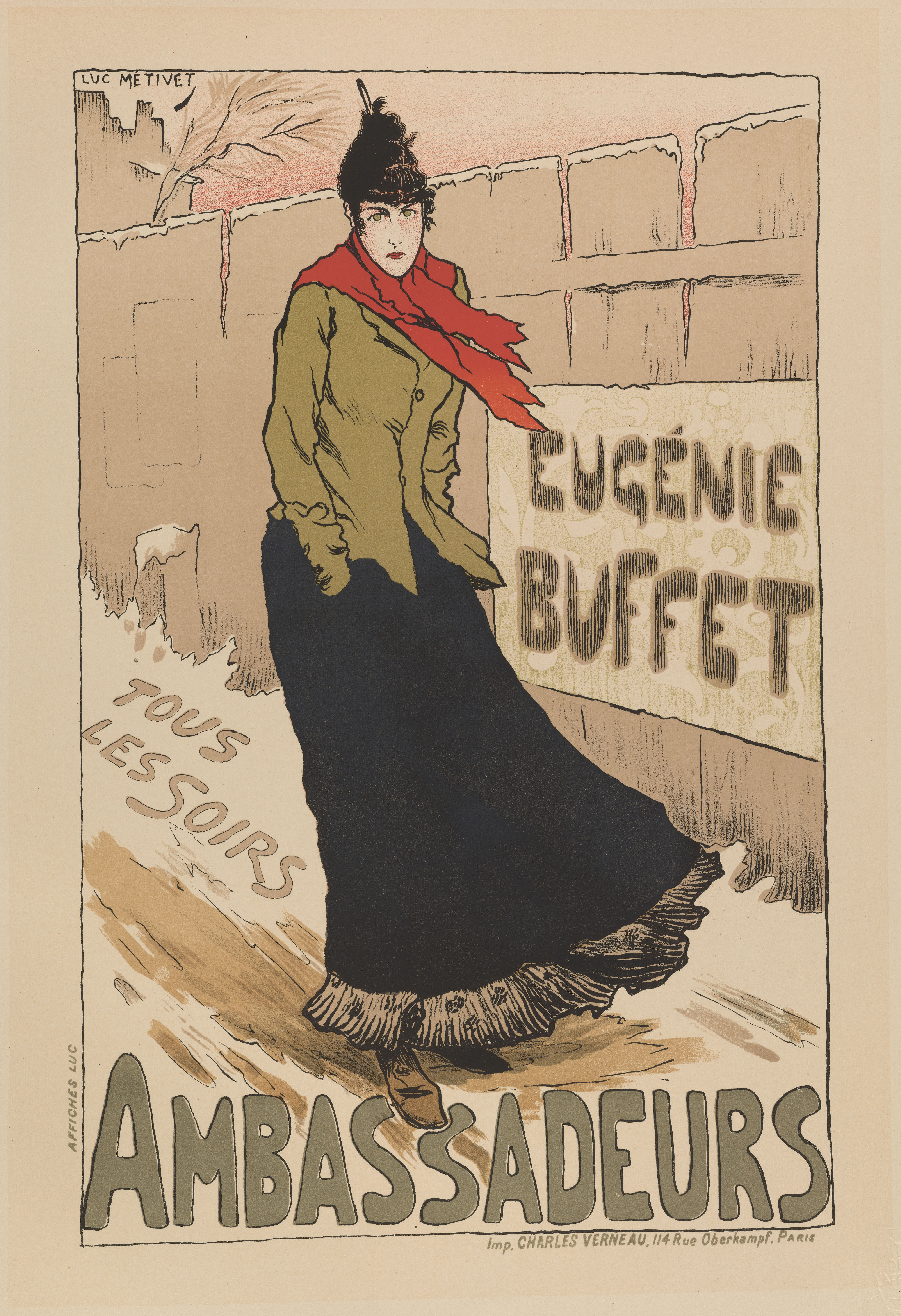
ユージェニー・ビュッフェのポスター
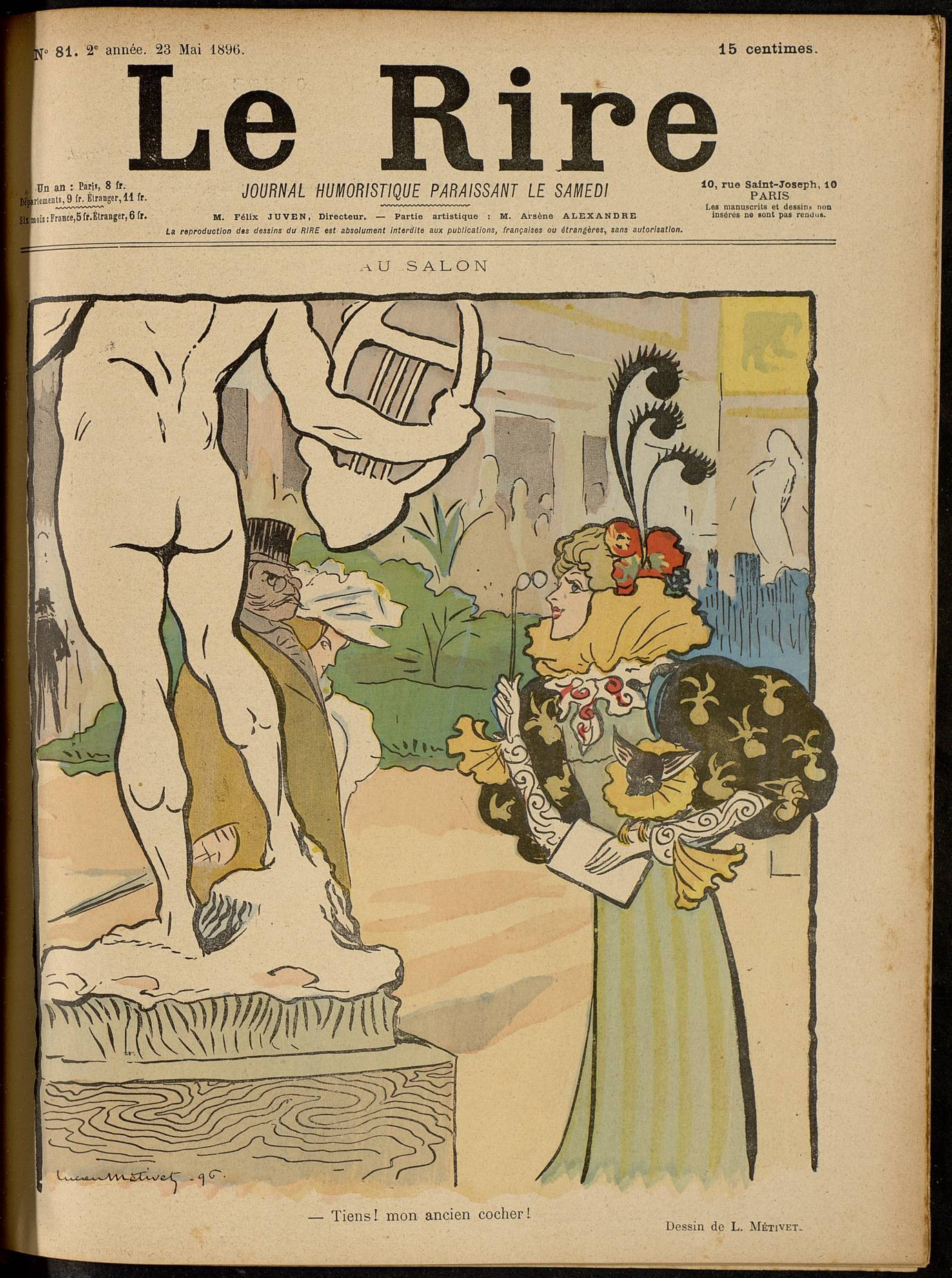
「ル・リール」の表紙絵
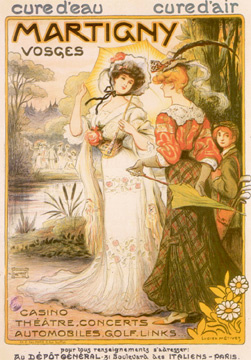
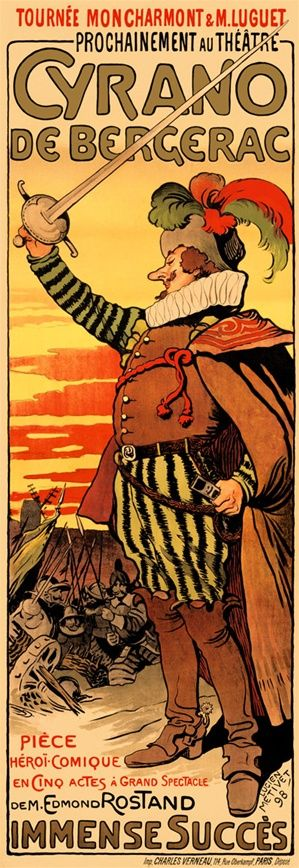
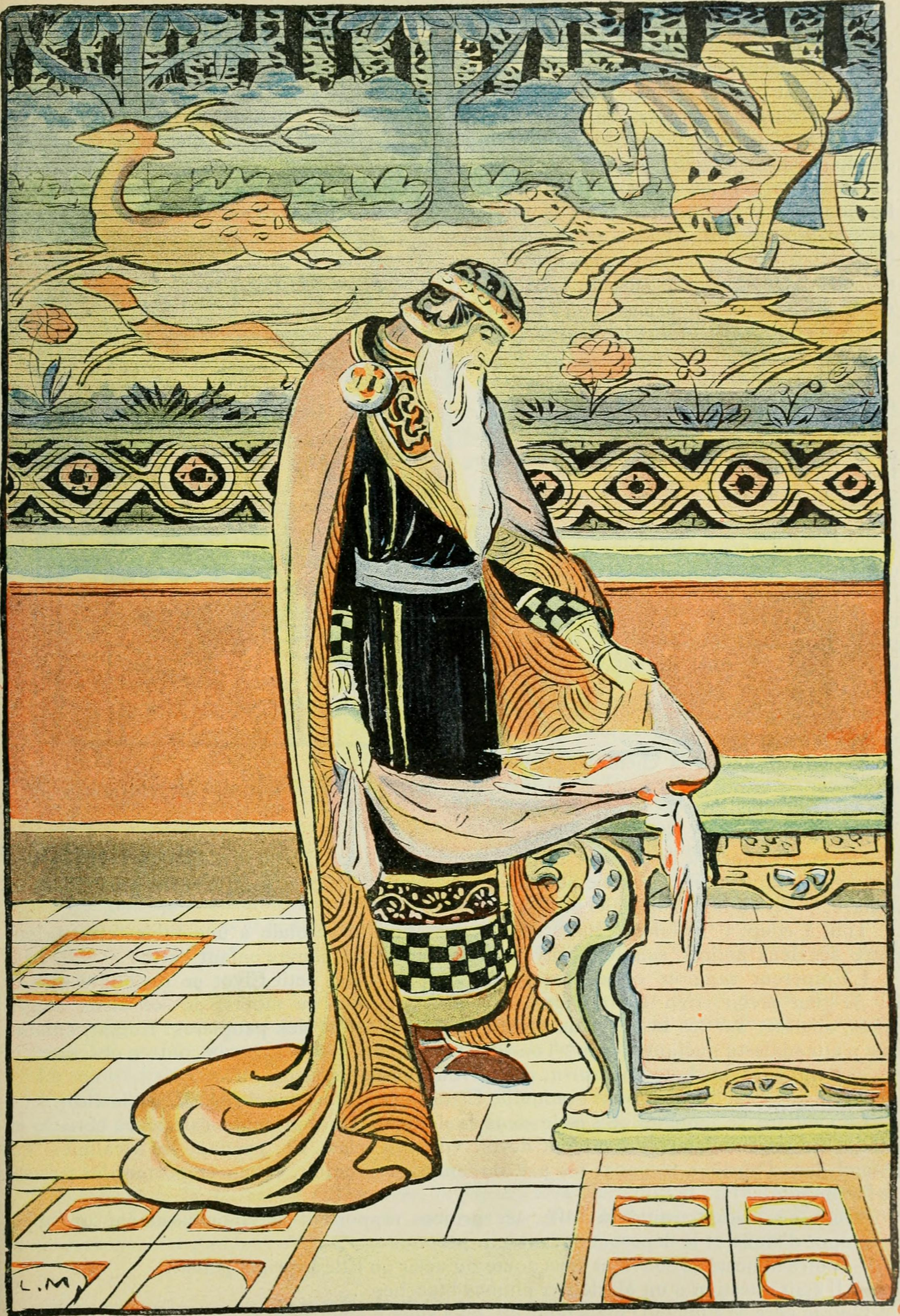